# Pretty Savage
Pretty Savage는 대한민국의 4 인조 걸 그룹 블랙핑크의 첫 번째 정규 앨범인 <THE ALBUM>의 수록곡이다.